# Saison 1975-1976 du Boucau stade
 (août 2010).
Cette page présente la saison 1975-1976 du Boucau Tarnos stade en championnat de France de rugby à XV de 1re division.

## Transferts
| Joueur              | Poste             | Destination           |
| Christian Bélascain | centre            | Aviron bayonnais      |
| José Tiburce        | 2e ligne          | Stade toulousain      |
| Philippe Destribats | arrière ailier    | Racing club de France |
| J-P Champres        | 3e ligne centre   | Aviron bayonnais      |
| Michel Aizpurua     | demi de mêlée     | Aviron bayonnais      |
| Gobin-Foys          | 3e ligne          | Biarritz olympique    |
| Alain Micots        | entraîneur        | Biarritz olympique    |
| Lescoutes           | 3e ligne 2e ligne | retour à US Tyrosse   |
| Hiriart             | pilier 2e ligne   | Stade montois         |

| Joueur             | Poste                       | Destination                    |
| Pierre Désarménien | Entraîneur                  | AS Bayonne                     |
| Prévot             | 2e ligne                    | Sport athlétique saint-séverin |
| Leterre            | arrière ou demi d'ouverture | Villeneuve XIII Rugby League   |

## La saison
C'est une véritable hémorragie que le Boucau-Stade subit en cette nouvelle saison. Pas moins de 5 équipiers premiers (Bélascain, Champres, Aizpurua, Lescoute & Hiriart) quittent le club.
À cela s'ajoute 3 jeunes de qualités, Philippe Destribats & Tiburce (Champion de France Cadets en 1972 tous les 2) pour leurs études (l'un à Paris, l'autre à Toulouse) et Gobin-Foys, jeune 3e ligne prometteur, attiré par les "sirènes" Biarrotes.
Aussi, comme souvent, c'est vers la Formation, que le BS va se tourner, en "piochant" chez ses juniors pour relever le défi difficile du maintien.
8 de ces jeunes (donc certains ont à peine 19 ans) vont donc évoluer dans l'équipe fanion durant cette saison 1975/76, dont 6 seront des titulaires indiscutables (Yanci (19 ans & 4 mois), Gaye (19 ans & 9 mois), Millox (20 ans & 4 mois), Novion (+20 ans), Philippe Dacharry (+ 20 ans)& Jacques Fanen (19 ans)) ; seuls, Mays (+20 ans)et Apaty (+20 ans) feront des apparitions épisodiques en fonction des besoins du club.
Tous sont issus des Cadets Champions de France en 1972 (comme l'étaient Philippe Destribats  & Tiburce).
À ces joueurs s'ajoute Francis Réal qui débutera le 4 janvier 1976 en équipe 1re à 19 ans et 8 mois.
| Adversaires        | Résultats Domicile | Résultats Extérieur |
| US Carmaux         | Gagné 16 à 12      | Perdu 30 à 3        |
| SO Millau          | Gagné 17 à 9       | Perdu 13 à 0        |
| Peyrehorade sports | Gagné 19 à 16      | Perdu 8 à 6         |
| SC Angoulême       | Gagné 20 à 3       | Perdu 32 à 9        |
| FC Grenoble        | Match nul 6 à 6    | Perdu 11 à 6        |
| US Carcassonne     | perdu 9 à 27       | Perdu 24 à 14       |
| US Cognac          | Gagné 16 à 4       | Perdu 9 à 6         |

Malgré ces difficultés, cette nouvelle saison commence bien avec 3 victoires lors des réceptions de Carmaux (16 à 12), Millau (17 à 9) & Angoulême (20 à 3) pour une courte défaite à Peyrehorade (8 à 6). Ainsi au soir de la 4e journée le BS est 1er.
Il faut dire qu'après avoir entraîné Poitier et l'A.S.Bayonne, Pierre déasrménien est revenu dans son club de toujours pour apporté sa science tactique et sa connaissance du rugby.
Aussi, avec à sa tête cet entraîneur « hors pair », le BS est confiant en l'avenir.
Mais très vite, la situation va se dégrader avec 5 défaites d'affilée, à Grenoble (11 à 6), à Cognac (9 à 3 qui enregistrera lors de la réception du BS sa 1re victoire de la saison) à Carmaux (30 à 3), à Millau (13 à 0) mais aussi lors de la réception de Carcassonne (où face à de rugueux Audois, les noirs enregistrent un véritable naufrage collectif 9 à 27).
Cela amènera, au soir de la 9e journée, le Boucau-Stade à se classer avant-dernier (7e).
Il reste 5 matchs à disputer et le club n'a jamais été aussi près de retrouver la 2e division quittée 6 ans auparavant, puisqu'il n'a que 4 points d'avance sur la dernière place.
Aussi, c'est grâce à une grande solidarité et au talent de certains de ces joueurs cadres (Daragnès, R.Alsugurren, J-P Réal, G.Fanen, Escoubé, Prévot, les frères Damestoy & Foncillas) que le BS va se maintenir dans cette Division.
D'abord en gagnant Peyrehorade à la dernière minute grâce à un essai d'Henry Damestoy alors que les Landais menaient 13 à 16...
Ensuite en arrachant un match nul lors de la réception de Grenoble (6 à 6), mais surtout en gagnant Cognac lors du dernier match (16 à 4), véritable "quitte ou double" puisque le perdant était assuré de descendre.
Grâce à ce parcourt final, les « Forgerons » décrochent une 6e place, synonyme de maintien.
- À noter que durant cette saison, un certain Henry Gaye disputa son 1er match en équipe fanion (à 19 ans & 9 mois), le 21 décembre 1975, lors d'un déplacement à Millau (défaite 13 à 0). S'ensuivront six matchs d'affilée et une prometteuse carrière qui en fera l'un des meilleurs piliers gauches de sa génération, qui portera le maillot du BS/BTS jusqu'en 1994 (pendant 19 saisons).
- Des juniors prometteurs, c'est Jacques Fanen qui disputera, en cette saison 1975/76, le plus de matchs en championnat avec 12 matchs disputés. Devant, Yanci (10) au poste de 2e ligne, Ph. Dacharry & Novion (7), Gaye & Millox (6), Mays (3), Apaty & Francis Réal (1).

## Meilleurs marqueurs de points et d'essais
| classement | Joueur                                                                                  | Points |
| 1          | Henry Damestoy                                                                          | 78     |
| 2          | Jacques Fanen                                                                           | 14     |
| 3          | Louis Damestoy                                                                          | 12     |
| 4          | Perlan                                                                                  | 8      |
| 5          | Camou, Daragnez, Jimenez, Michel Dacharry, Foncillas, Comets, Gilles Fanen et J-M Yanci | 4      |

| classement | Joueur                                                                                  | Essais |
| 1          | Jaques Fanen et Louis Damestoy                                                          | 3      |
| 3          | Perlan et Henry Damestoy                                                                | 2      |
| 5          | Camou, Daragnez, Jimenez, Michel Dacharry, Foncillas, Comets, Gilles Fanen et J-M Yanci | 1      |

## Effectif
| Rang | Nom                 | Poste                      | parcours                    |
| 1    | Henry Gaye          | Pilier                     | formé au club               |
| 2    | Joseph Alzugurren   | Pilier                     | formé au club               |
| 3    | René Alzugurren     | Pilier                     | formé au club               |
| 4    | Jean-Jacques Millox | Pilier                     | formé au club               |
| 5    | Christian Jimenez   | Talonneur ou 3e ligne      | formé au club               |
| 6    | Arnaud Daragnes     | Talonneur                  | Tyrosse                     |
| 7    | Robert Haurieu      | 2e ou 3e ligne             | formé au club               |
| 8    | Jean-Michel Yanci   | 2e ligne                   | formé au club               |
| 9    | Francis Réal        | 2e ligne                   | formé au club               |
| 10   | Alain Daramy        | 2e ligne                   | formé au club               |
| 11   | Alain Prévot        | 2e ligne                   | formé au club puis St Sever |
| 12   | Coursan             | 2e ligne                   |                             |
| 13   | Gilles Fanen        | 3e ligne                   | formé au club               |
| 14   | Gérard Novion       | 3e ligne aile              | formé au club               |
| 15   | Gérard Valderrey    | Ouvreur, arrière ou centre | formé au club               |
| 16   | Jean-Michel Camou   | Demi de mêlée              |                             |

| Rang | Nom                  | Poste                      | parcours      |
| 17   | Philippe Dacharry    | Demi de mêlée              | formé au club |
| 18   | Jacques Fanen        | Ouvreur ou centre          | formé au club |
| 19   | Michel Dacharry      | Ouvreur ou centre          | formé au club |
| 20   | Pierre Etcheverry    | Demi de mêlée              |               |
| 21   | Henry Damestoy       | Ailier                     | formé au club |
| 22   | Louis Perlan         | Ailier                     | formé au club |
| 23   | Louis Damestoy       | Centre                     | formé au club |
| 24   | Jean-Paul Salomon    | 2e ligne                   | formé au club |
| 25   | Dominique Comets     | Ailier                     | formé au club |
| 26   | Michel Mays          | 3e ligne aile              | formé au club |
| 27   | Jean-Jacques Escoubé | 3e ligne                   | formé au club |
| 28   | Jean-Pierre Réal     | 3e ligne                   | formé au club |
| 29   | Michel Lagarde       | Arrière, ailier ou ouvreur | formé au club |
| 30   | Jean-Luc Apaty       | Ouvreur                    | formé au club |
| 31   | José Foncillas       | Arrière ou centre          | formé au club |
| 32   | Marquebielle Bernard | Centre ou demi de mêlée    | formé au club |

## Challenge de l'Espérance
En Challenge de l'Espérance, les Noirs qualifiés pour les 8e de finales, seront éliminés par le voisin, St Jean de Luz, au terme de 2 matchs (aller-retour) où si à Piquessarry, les Boucalais tiendront les Luziens en échec 9 à 9, ils perdront 11 à 0 lors du match retour à Pavillon Bleu.